# Hipismo nos Jogos Pan-Americanos de 2019 - Adestramento individual
A competição do adestramento individual foi um dos eventos do hipismo nos Jogos Pan-Americanos de 2019. Foi disputada de 28 a 31 de julho no Clube Equestre Militar La Molina, em Lima.
A primeira fase da competição do adestramento foi o Prix st. George e o Grand Prix da FEI. A segunda fase foi o Teste Intermediário I e o Grand Prix Special. Os melhores 18 cavaleiros, com o máximo de três por país, qualificaram-se à final individual, a terceira fase. A terceira e última fase foi a final individual com o Intermediário I Freestyle e o Grand Prix Freestyle. As três melhores nações na competição por equipes receberam a vaga por equipes para Tóquio 2020.

## Medalhistas
| Ouro   | USA Sarah Lockman (First Apple) |
| Prata  | CAN Tina Irwin (Laurencio)      |
| Bronze | USA Jennifer Baumert (Handsome) |

## Calendário
Horário local (UTC-5).
| Data        | Horário | Fase                 |
| ----------- | ------- | -------------------- |
| 28 de julho | 9:00    | Grand Prix           |
| 29 de julho | 8:30    | Grand Prix Special   |
| 31 de julho | 9:00    | Grand Prix Freestyle |

## Juízes
O quadro de juízes do adestramento foi o seguinte:
Adestramento
- Eduard de Wolff van Westerrode (Presidente do juri de solo)
- Janet Lee Foy (Membro do juri de solo)
- Mary Seefried (Membro do juri de solo)
- Thomas Kessler (Membro do juri de solo)
- Brenda Minor (Membro do juri de solo)
- Maribel Alonso de Quinzanos (Membro do juri de solo)
- Marian Cunningham (Membro do comitê de apelação)
- Gabriele Teusche de Noble (Membro do comitê de apelação)

## Resultados
Os resultados foram os seguintes:

### Qualificação
| Pos. | Ginete                             | Nacionalidade            | Cavalo              | PG / GP | PG / GP | Int I / GPS | Int I / GPS | Total   | Notas |
| Pos. | Ginete                             | Nacionalidade            | Cavalo              | Score   | Rank    | Score       | Rank        | Total   | Notas |
| ---- | ---------------------------------- | ------------------------ | ------------------- | ------- | ------- | ----------- | ----------- | ------- | ----- |
| 1    | Sarah Lockman                      | USA Estados Unidos       | First Apple         | 76.088  | 1       | 75.912      | 1           | 152.000 | Q     |
| 2    | Tina Irwin                         | CAN Canadá               | Laurenciano         | 73.735  | 2       | 73.853      | 2           | 147.588 | Q     |
| 3    | Lindsay Kellock                    | CAN Canadá               | Floratina           | 73.176  | 3       | 73.147      | 3           | 146.323 | Q     |
| 4    | Naïma Moreira-Laliberté            | CAN Canadá               | Statesman           | 71.413  | 6       | 71.787      | 4           | 143.200 | Q     |
| 5    | Nora Batchelder                    | USA Estados Unidos       | Faro Sqf            | 71.441  | 5       | 71.529      | 5           | 142.970 | Q     |
| 6    | Jennifer Baumert                   | USA Estados Unidos       | Handsome            | 72.441  | 4       | 70.382      | 7           | 142.823 | Q     |
| 7    | Vera Protzen                       | ARG Argentina            | Wettkonig           | 70.059  | 8       | 71.529      | 5           | 141.588 | Q     |
| 8    | Yvonne Losos de Muñiz              | DOM República Dominicana | Aquamarijn          | 70.370  | 7       | 69.872      | 8           | 140.242 | Q     |
| 9    | João Paulo Dos Santos              | BRA Brasil               | Carthago Comando SN | 69.029  | 10      | 69.265      | 9           | 138.294 | Q     |
| 10   | Raul Corchuelo                     | COL Colômbia             | Senorita 43         | 68.235  | 13      | 68.265      | 11          | 136.500 | Q     |
| 11   | Jill Irving                        | CAN Canadá               | Degas 12            | 68.391  | 12      | 67.851      | 12          | 136.242 |       |
| 12   | Christer Egerstrom                 | CRC Costa Rica           | Bello Oriente       | 66.647  | 16      | 68.676      | 10          | 135.323 | Q     |
| 13   | Alexandra Dominguez Thomas         | GUA Guatemala            | Etanga              | 68.647  | 11      | 66.118      | 18          | 134.765 | Q     |
| 14   | Martha Fernanda Del Valle Quirarte | MEX México               | Beduino Lam         | 67.217  | 15      | 67.447      | 13          | 134.664 | Q     |
| 15   | Roberta Foster                     | BAR Barbados             | Chic Chic           | 66.618  | 18      | 67.059      | 14          | 133.677 | Q     |
| 16   | Leandro Aparecido Da Silva         | BRA Brasil               | Dicaprio            | 67.326  | 14      | 66.298      | 16          | 133.624 | Q     |
| 17   | Bernadette Pujals                  | MEX México               | Curioso XXV         | 66.500  | 19      | 66.298      | 16          | 132.798 |       |
| 18   | Patricia Ferrando                  | VEN Venezuela            | Zen                 | 65.971  | 20      | 66.412      | 15          | 132.383 | Q     |
| 19   | João Victor Marcari Oliva          | BRA Brasil               | Biso das Lezirias   | 66.618  | 17      | 65.029      | 23          | 131.647 | Q     |
| 20   | Carolina Espinosa                  | ECU Equador              | Findus K            | 65.500  | 23      | 65.647      | 21          | 131.147 | Q     |
| 21   | Virginia Yarur                     | CHI Chile                | E Rava              | 69.500  | 9       | 61.265      | 30          | 130.765 |       |
| 22   | Maria Alejandra Aponte Gonzalez    | COL Colômbia             | Duke de Niro        | 64.647  | 27      | 65.971      | 19          | 130.618 |       |
| 23   | Pedro Manuel Tavares De Almeida    | BRA Brasil               | Aoleo               | 64.826  | 25      | 65.660      | 20          | 130.486 |       |
| 24   | Santiago Cardona                   | COL Colômbia             | Espartaco           | 65.235  | 24      | 65.235      | 22          | 130.470 |       |
| 25   | Jesus Enrique Palacios             | MEX México               | Tinto               | 65.529  | 22      | 64.647      | 24          | 130.176 |       |
| 26   | Fiorella Mengani                   | ARG Argentina            | Assirio D Atela     | 64.441  | 28      | 63.588      | 26          | 128.029 |       |
| 27   | Ronald Mauricio Masis              | CRC Costa Rica           | Zar AG              | 63.529  | 31      | 64.147      | 25          | 127.676 |       |
| 28   | Carlos Fernandez                   | CHI Chile                | Destinado LXVII     | 64.676  | 26      | 62.765      | 29          | 127.441 |       |
| 29   | Isabel Arzu De Arroyo              | GUA Guatemala            | Macchiato           | 63.765  | 30      | 63.235      | 27          | 127.000 |       |
| 30   | Irvin Leiva Guillermo              | MEX México               | Pabellon            | 63.971  | 29      | 62.912      | 28          | 126.883 |       |
| 31   | Kerstin Rojas Hucks                | PER Peru                 | Feuertanzer         | 65.647  | 21      | 60.941      | 31          | 126.588 |       |
| 32   | Monika von Wedemeyer               | PER Peru                 | Briar S Boy         | 62.265  | 32      | 60.941      | 31          | 123.206 |       |
| 33   | Karen Atala                        | HON Honduras             | D Esprit Joli       | 59.324  | 35      | 59.000      | 33          | 118.324 |       |
| 34   | Agustina Bravo                     | URU Uruguai              | Svr Rafaga          | 60.324  | 34      | 57.882      | 34          | 118.206 |       |
| 35   | Eric Edgardo Joaquin Chaman Ocampo | PER Peru                 | Catalina            | 60.765  | 33      | 57.353      | 35          | 118.118 |       |
| 36   | José Ramón Beca Borrego            | URU Uruguai              | Zaire               | EL      | 36      |             |             |         |       |
| 36   | Margarita de Castillo              | CHI Chile                | Entusiasta          | EL      | 36      |             |             |         |       |
| 36   | Luis Maria Zone                    | ARG Argentina            | Faberge d'Atela     | EL      | 36      |             |             |         |       |

### Final
| Pos.              | Ginete                             | Nacionalidade            | Cavalo              | GPF Pontos | Notas |
| ----------------- | ---------------------------------- | ------------------------ | ------------------- | ---------- | ----- |
| Medalha de ouro   | Sarah Lockman                      | USA Estados Unidos       | First Apple         | 78.980     |       |
| Medalha de prata  | Tina Irwin                         | CAN Canadá               | Laurencio           | 77.780     |       |
| Medalha de bronze | Jennifer Baumert                   | USA Estados Unidos       | Handsome            | 75.755     |       |
| 4                 | Yvonne Losos de Muñiz              | DOM República Dominicana | Aquamarijn          | 75.430     |       |
| 5                 | Nora Batchelder                    | USA Estados Unidos       | Saro Sqf            | 73.630     |       |
| 6                 | Naïma Moreira-Laliberté            | CAN Canadá               | Statesman           | 73.565     |       |
| 7                 | Lindsay Kellock                    | CAN Canadá               | Floratina           | 73.550     |       |
| 8                 | João Paulo Dos Santos              | BRA Brasil               | Carthago Comando SN | 72.685     |       |
| 9                 | Vera Protzen                       | ARG Argentina            | Wettkonig           | 72.585     |       |
| 10                | Christer Egerstrom                 | CRC Costa Rica           | Bello Oriente       | 72.365     |       |
| 11                | Leandro Aparecido Da Silva         | BRA Brasil               | Dicaprio            | 71.420     |       |
| 12                | João Victor Marcari Oliva          | BRA Brasil               | Biso Das Lezirias   | 70.665     |       |
| 13                | Raul Corchuelo                     | COL Colômbia             | Senorita 43         | 70.240     |       |
| 13                | Roberta Foster                     | BAR Barbados             | Chic Chic           | 69.115     |       |
| 15                | Martha Fernanda Del Valle Quirarte | MEX México               | Beduino Lam         | 68.780     |       |
| 16                | Patricia Ferrando                  | VEN Venezuela            | Zen                 | 66.870     |       |
| 17                | Carolina Espinosa                  | ECU Equador              | Findus K            | 66.025     |       |
| 18                | Alexandra Dominguez Thomas         | GUA Guatemala            | Etanga              | 64.930     |       |